# To His Coy Mistress
To His Coy Mistress
Had we but world enough, and time,	 

This coyness, Lady, were no crime	 

We would sit down and think which way	 

To walk and pass our long love's day.	 

Thou by the Indian Ganges' side

Shouldst rubies find: I by the tide	 

Of Humber would complain. I would	 

Love you ten years before the Flood,	 

And you should, if you please, refuse	 

Till the conversion of the Jews.

My vegetable love should grow	 

Vaster than empires, and more slow;	 

An hundred years should go to praise	 

Thine eyes and on thy forehead gaze;	 

Two hundred to adore each breast,

But thirty thousand to the rest;	 

An age at least to every part,	 

And the last age should show your heart.	 

For, Lady, you deserve this state,	 

Nor would I love at lower rate.

But at my back I always hear	 

Time's wingèd chariot hurrying near;	 

And yonder all before us lie	 

Deserts of vast eternity.	 

Thy beauty shall no more be found,

Nor, in thy marble vault, shall sound	 

My echoing song: then worms shall try	 

That long preserved virginity,	 

And your quaint honour turn to dust,	 

And into ashes all my lust:

The grave's a fine and private place,	 

But none, I think, do there embrace.	 

Now therefore, while the youthful hue	 

Sits on thy skin like morning dew,	 

And while thy willing soul transpires

At every pore with instant fires,	 

Now let us sport us while we may,	 

And now, like amorous birds of prey,	 

Rather at once our time devour	 

Than languish in his slow-chapt power.

Let us roll all our strength and all	 

Our sweetness up into one ball,	 

And tear our pleasures with rough strife	 

Thorough the iron gates of life:	 

Thus, though we cannot make our sun

Stand still, yet we will make him run.
To His Coy Mistress (À Sa Timide Maîtresse en français) est un poème libertin de l’écrivain et homme politique anglais Andrew Marvell, écrit pendant ou juste avant la domination d’Oliver Cromwell sur le pays, au milieu du XVIIe siècle. Le poème, malgré le puritanisme de son auteur et sa concision, constitue dans le domaine de la poésie l’une des plus puissantes plaidoiries de la philosophie épicurienne du carpe diem, dans la lignée de Pierre de Ronsard.
Marvell rédigea probablement le poème avant de devenir ministre dans le gouvernement de Cromwell, et le texte ne fut pas publié de son vivant.

## Résumé
La thèse du poème est franche et directe : le narrateur s’adresse à sa maîtresse et tente de la persuader d’avoir un rapport sexuel avec lui. Dans la plus pure tradition de la poésie métaphysique, il commence par un trait d’esprit affirmant que si l’éternité et la richesse lui étaient donnés, il passerait un temps considérable à lui faire la cour et à chanter ses louanges. Le temps, cependant, est l’ennemi des amants. Si ces derniers ne consomment pas leur amour, ils vieilliront et mourront : au lieu d’être pénétrée par son amant, et de perdre ainsi sa virginité, la jeune femme finirait par être pénétrée et dévorée par les vers dans une tombe solitaire, d’où l’amour est absent. Par conséquent, en conclut le narrateur, les amants devraient unir toutes leurs forces en un seul acte sexuel, intense et violent : à défaut d’échapper au temps, ils pourront ainsi du moins profiter au mieux de celui dont ils disposent.

## Analyse
Le poème se caractérise par un traitement libéré et explicite du thème de la sexualité, un contrôle parfait du ton et du rythme, ainsi que par sa concision et sa précision dans le choix des mots. Marvell, lui-même un puritain, était un ami proche de John Milton, et s’inspire pourtant ici des poèmes de l’époque de Jacques Ier d'Angleterre. Les commentateurs citent souvent le texte comme un exemple de poésie métaphysique, un courant représenté entre autres par John Donne, George Herbert et Richard Lovelace. 
L’œuvre semble démontrer que le puritanisme et l’amour romantique n’étaient pas incompatibles, même dans l’Angleterre très rigoriste d’Oliver Cromwell.
D'autres interprètes ont lu ce poème comme une parodie des poèmes métaphysiques écrits par des catholiques.